# Нове Надратово
Нове Надратово (пол. Nowe Nadratowo) — село в Польщі, у гміні Журомін Журомінського повіту Мазовецького воєводства.
Населення — 95 осіб (2011).
У 1975-1998 роках село належало до Цехановського воєводства.

## Демографія
Демографічна структура станом на 31 березня 2011 року:
|          | Загалом | Допрацездатний вік | Працездатний вік | Постпрацездатний вік |
| -------- | ------- | ------------------ | ---------------- | -------------------- |
| Чоловіки | 43      | 10                 | 26               | 7                    |
| Жінки    | 52      | 13                 | 25               | 14                   |
| Разом    | 95      | 23                 | 51               | 21                   |